# Wulffen (Adelsgeschlechter)
Wulffen ist der Name von drei verschiedenen deutschen Adelsgeschlechtern, die sich am 19. Dezember 1896 zu einem erweiterten Familienverband zusammengeschlossen haben.

## Wulffen (Anhalt-Magdeburg)

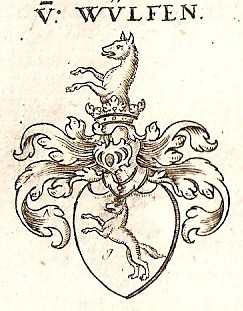
Wappen der Familie von Wulffen (Anhalt-Magdeburg)

Das alte anhaltisch-magdeburgische Adelsgeschlecht mit gleichnamigem Stammhaus Wulfen bei Köthen erscheint urkundlich erstmals mit Bernhardus de Wolve und seinem Bruder Gero unter den Schöffenbarfreien im Landgericht zu Wörbzig am 28. November 1156 und beginnt seine direkte Stammreihe mit Hans von Wulffen († vor 1177), Gutsherr auf Wulfen.

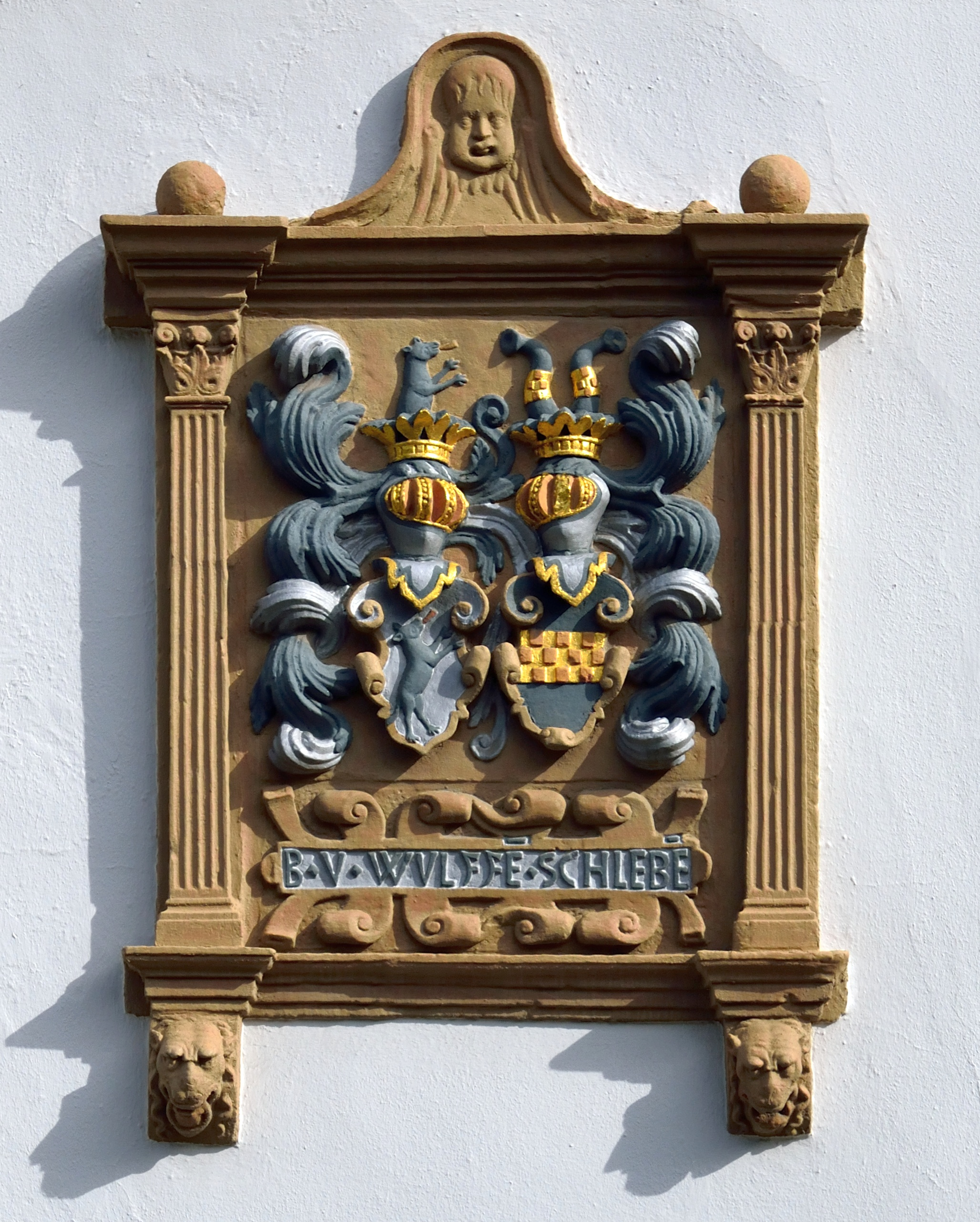
Allianzwappen Wulff–Schlieben in Lemgo (1566)

 Seit etwa 1325 besaßen die Wulffen die Burg Grabow als Afterlehnsnehmer der Grafen von Lindau. 1545 verkaufte Wichmann von Wulffen seine Besitzungen in Grabow an die von Plotho, jedoch behielt ein anderer Zweig der Wulffen das Burggelände und errichtete auf dem alten Burgplateau und Teilen der Ruine 1621 ein zweigeschossiges barockes Herrenhaus, das 1713 einen umfangreichen Umbau erfuhr. 1901 wurde das Rittergut an die von Lindequist verkauft.

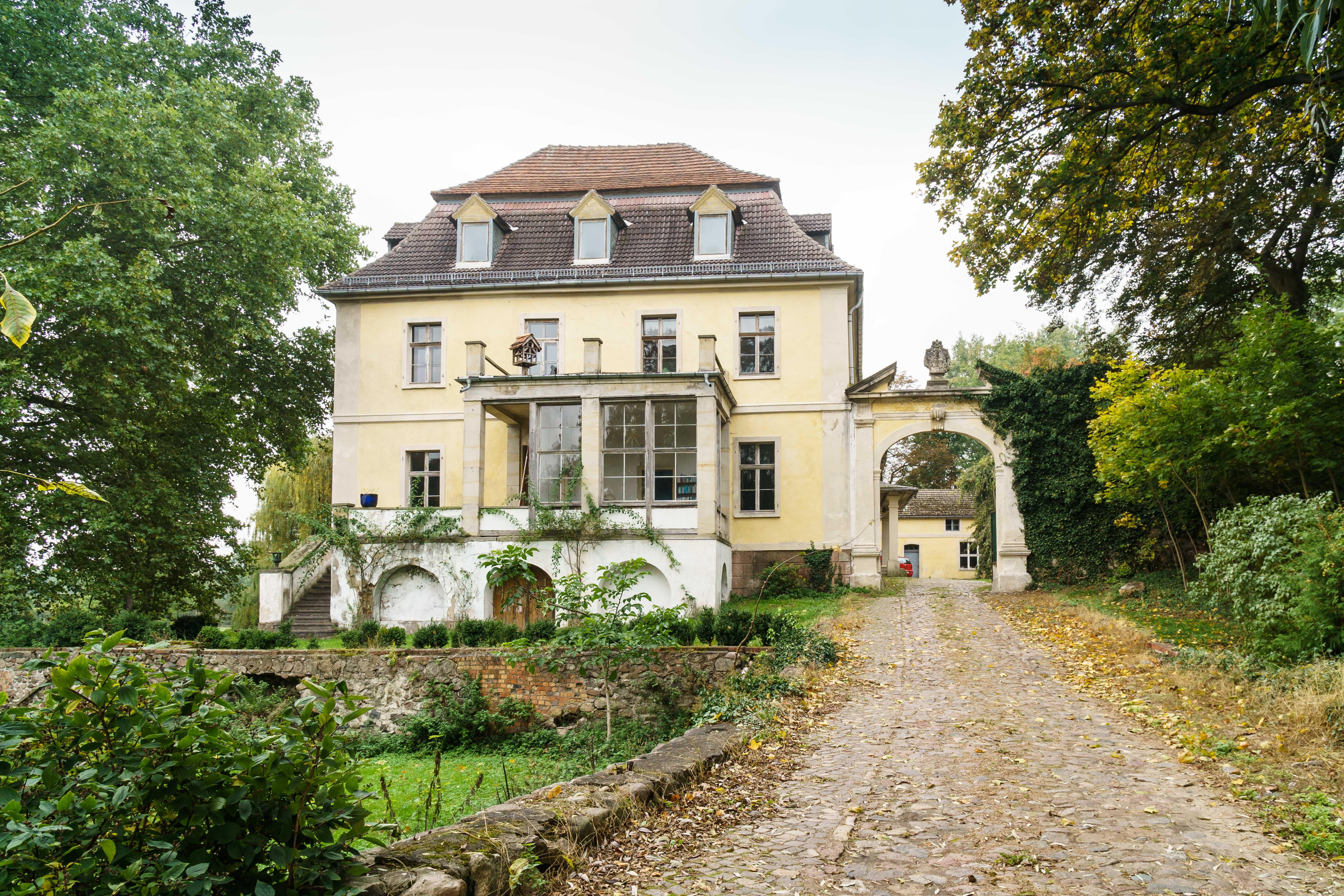
Schloss Grabow

Ein weiterer, wohl stammesverwandter, Zweig, der das gleiche Wappen führte, existierte im 16. Jahrhundert in Ostwestfalen und war bei Lemgo und Lübbecke besitzlich. So heiratete die Tochter des Balthasar von Wulffen und der Gertrud von Hadewich zu Obernfeldt, Anna Margarethe von Wulffen, zu Lemgo um 1600 den Hieronimus von Schloen gen. Tribbe zu Figenburg, Engershausen und Lübbecke (1589–1646). In Lemgo gibt es in der Mittelstraße noch heute den Wulffenhof, einen um 1566 ausgebauten städtischen Adelshof der Familie (zuvor Wendscher Hof).
Wappen
Blasonierung; In Gold ein springender schwarzer Wolf. Auf dem Helm mit schwarz-goldenen Decken der Wolf wachsend.

## Wulffen (Brandenburg)

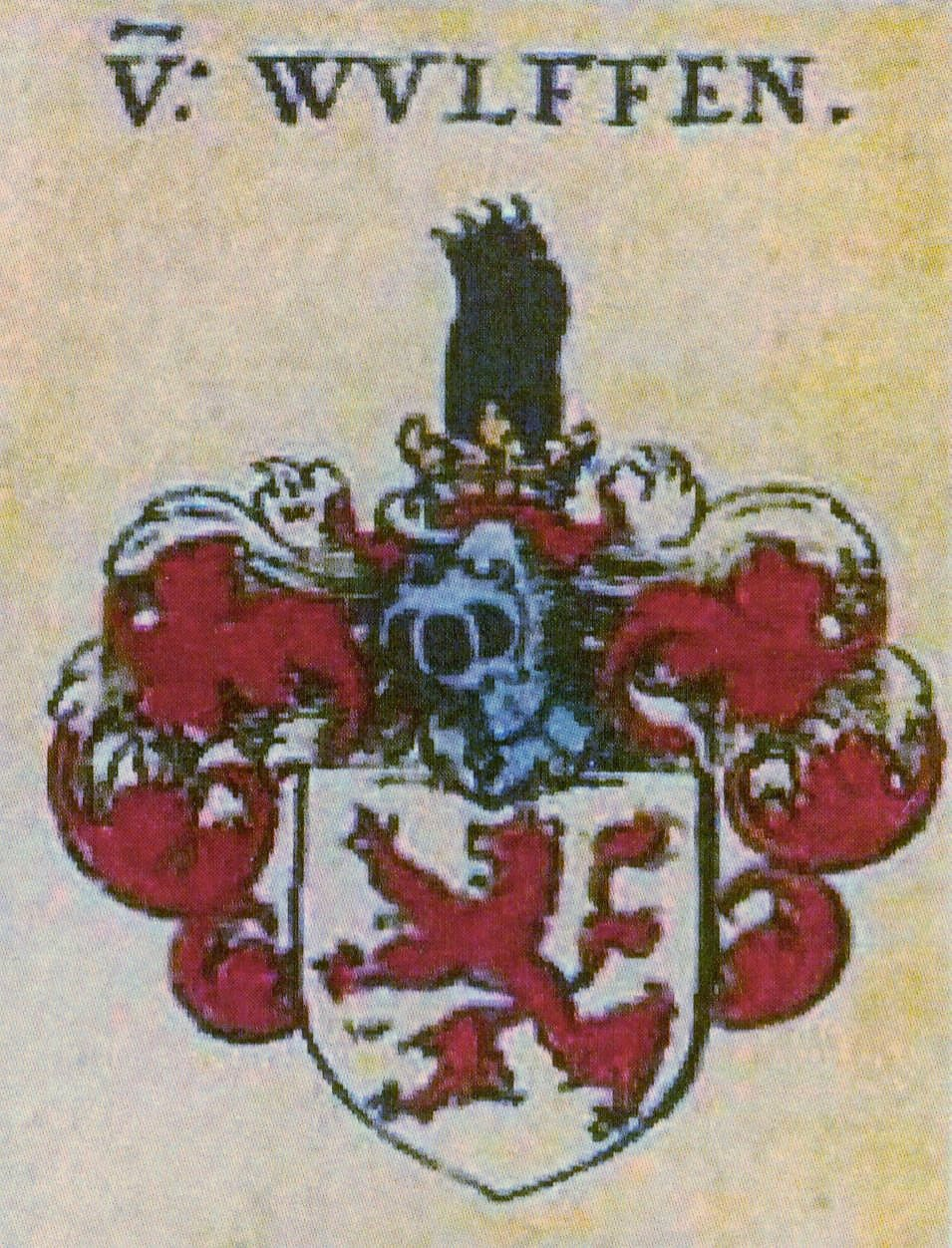
Stammwappen der Familie von Wulffen (Brandenburg)

Das alte brandenburgische Adelsgeschlecht erscheint im Jahr 1220 erstmals urkundlich mit Heydenricus de Wolv und beginnt die direkte Stammreihe mit dem Ritter Albrecht Wulff, urkundlich 1333 erwähnt, Gutsherr auf Tempelberg, dem heutigen Ortsteil von Steinhöfel.
Kurfürstlich brandenburgische Adelsanerkennung am 20. Juni 1637 für das Gesamtgeschlecht. - Preußische Namen- und Wappenvereinigung mit denen der Grafen Küchmeister von Sternberg als „von Wulffen genannt Küchmeister von Sternberg“ am 12. August 1830 in Berlin für den späteren königlich preußischen Rittmeister Heinrich von Wulffen, Gutsherr auf Niederhoff (Landkreis Neidenburg, Ostpreußen), der drei Tage zuvor am 9. August 1830 die Letzte ihres Geschlechts, Luise Gräfin Küchmeister von Sternberg, geheiratet hatte.
Wappen
Blasonierung: In Silber ein roter Löwe. Auf dem Helm mit rot-silbernen Decken eine wachsende schwarze Wolfskralle.
Wappen von 1830: Geviertelt, 1 und 4 Stammwappen, 2 und 3 in Braun drei (2, 1) goldene Sterne (Küchmeister von Sternberg). Zwei Helme, rechts Stammhelm, auf dem linken mit braun-goldenen Decken fünf goldene Straußenfedern (Küchmeister von Sternberg).

## Wulffen (Halberstadt)

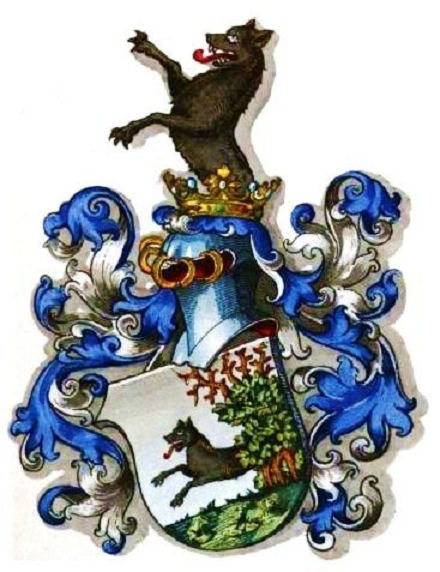
Wappen derer von Wulffen (Halberstadt)

Das alte Adelsgeschlecht des Hochstifts Halberstadt wird am 10. Mai 1407 mit Hinrik Wulff, bischöflich halberstädter Lehnsmann zu Gatersleben, erstmals urkundlich erwähnt und beginnt mit ihm auch die direkte Stammreihe. Die Halberstädter Wulffen waren Erbherren auf Neindorf (seit 1458) und Friedrichsaue. Aus dieser Familie stammte der preußische Generalleutnant Alexander von Wulffen (1784–1861).
Die Immatrikulation im Königreich Bayern bei der Freiherrnklasse erfolgte am 11. September 1813 für den vormals fürstbischöflich Passauer Hofkammerrat und Oberstallmeister Friedrich Leopold Freiherr von Wulffen.
Wappen
Blasonierung:  In Silber ein halber natürlicher Wolf, der späterhin aus oben dürrem Gebüsch im linken Untereck über grünem Boden hervorbricht. Auf dem Helm mit blau-silbernen Decken der Wolf wachsend.

## Bekannte Familienmitglieder
- Alexander von Wulffen (1784–1861), Generalleutnant und Politiker
- Amelie von Wulffen (* 1966), deutsche Künstlerin
- August Wilhelm von Wulffen (1787–1869), preußischer Offizier, Ritter des Ordens Pour le Mérite
- Barbara von Wulffen (1936–2021), deutsche Autorin
- Carl von Wulffen (1785–1853), deutscher Agrarwissenschaftler
- David Adolph von Wulffen († 1704), preußischer Brigadier
- Eugen von Wulffen (1846–1925), preußischer Generalmajor
- Ferdinand von Wulffen (1833–1902), preußischer Generalleutnant
- Friedrich August von Wulffen (1704–1757), preußischer Oberst, Ritter des Ordens Pour le Mérite und Kommandeur des Kadettenkorps (1753–1757)
- Friedrich von Wulffen (1790–1858), Politiker und Jurist, Mitglied der Frankfurter Nationalversammlung
- Georg Ludolf von Wulffen (1719–1792), preußischer Generalmajor
- Georg Otto von Wulffen (1813–1889), preußischer General der Infanterie, Ritter des Ordens Pour le Mérite
- Gustav von Wulffen (Kreisdirektor) (1835–1889), deutscher Verwaltungsbeamter
- Gustav von Wulffen (General) (1878–1945), deutscher Generalmajor und SS-Brigadeführer
- Jacob Johann von Wulffen (1623–1678), deutsch-baltischer Generalleutnant in schwedischen Diensten
- Karl von Wulffen, deutscher Offizier
- Lothar von Wulffen (1873–1945), deutscher Rittergutsbesitzer und Parlamentarier
- Matthias von Wulffen (* 1942), Präsident des Bundessozialgerichts (1995–2007)
- Wilhelm August von Wulffen (1782–1841), preußischer Generalmajor

## Besitz
Soweit nicht oben den einzelnen Wulffen-Familien zuzuordnen, im Folgenden eine Auflistung von Besitzungen, die Angehörige derselben besaßen:
- Burg Loburg und Padegrim erbte Friedrich August von Wulffen (1704–1757) von seinem Vater. 1831 kam es in den Besitz eines späteren Friedrich August von Wulffen.
- Schloss Wendgräben wurde 1910 für die Loburger Wulffen erbaut.

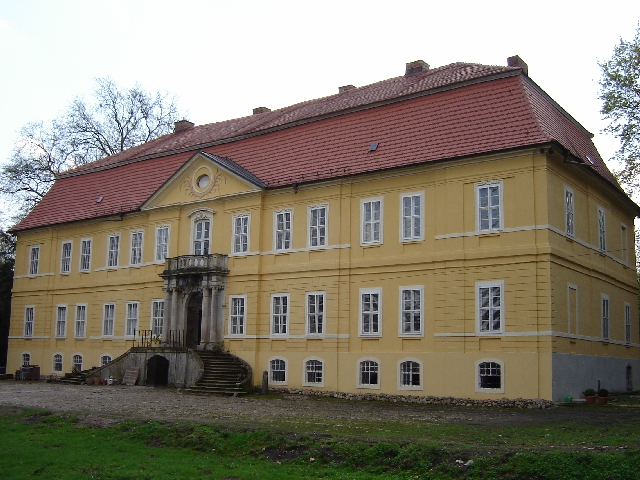
Schloss Pietzpuhl

- Schloss PietzpuhlPietzpuhl im Jerichower Land (Sachsen-Anhalt), nordöstlich von Magdeburg gelegen, gelangte um 1700 an eine Familie von Wulffen und blieb in ihrem Besitz bis zur Enteignung 1945 (letzter Besitzer war Lothar von Wulffen); 1997 hat sie das Schloss zurückerworben. Die Wulffens beherbergten hier preußische Könige anlässlich der großen Truppenrevuen der Preußischen Armee.
- Rittergut Wuticke bei Kyritz (Brandenburg) gehörte einem Zweig der Pietzpuhler Wulffen.
- Fürstenfeld und Büssow (Kreis Friedeberg-Neumark) waren im Besitz des Georg Ludolf von Wulffen, Sohn des Kurt Ludolf von Wulffen, Erbherrn auf Stubbenhagen; aus Büssow stammte der preußische Generalmajor Wilhelm August von Wulffen.
- Rosenfelde, Höckendorf, Steckelin und Zarnikau gehörten um 1670 dem schwedischen Generalleutnant und Gouverneur von Stettin Jacob Johann von Wulffen.